# Alois Vašátko

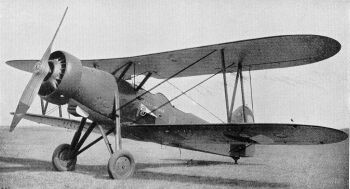
samolot rozpoznawczy Letov Š-328

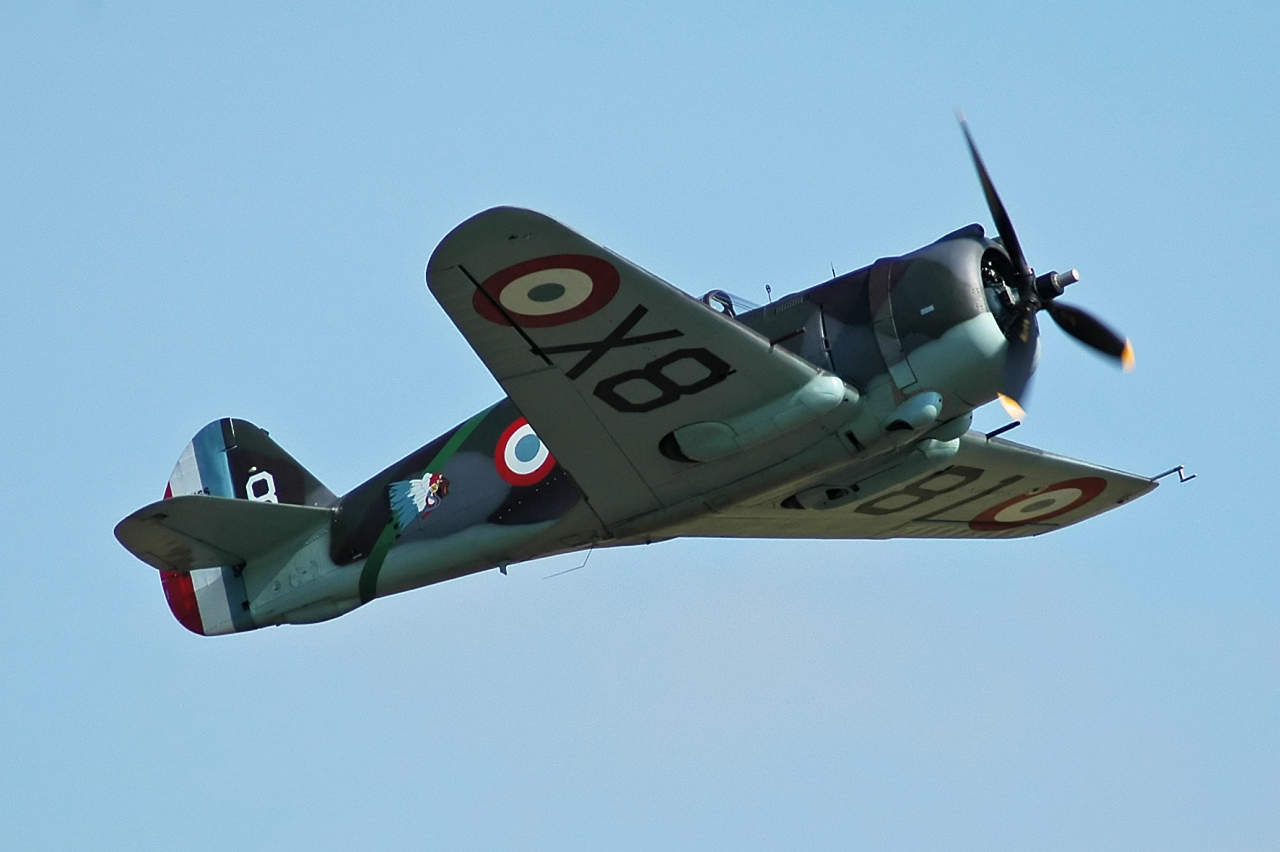
Curtiss Hawk 75A-1 w barwach Armée de l'air w locie

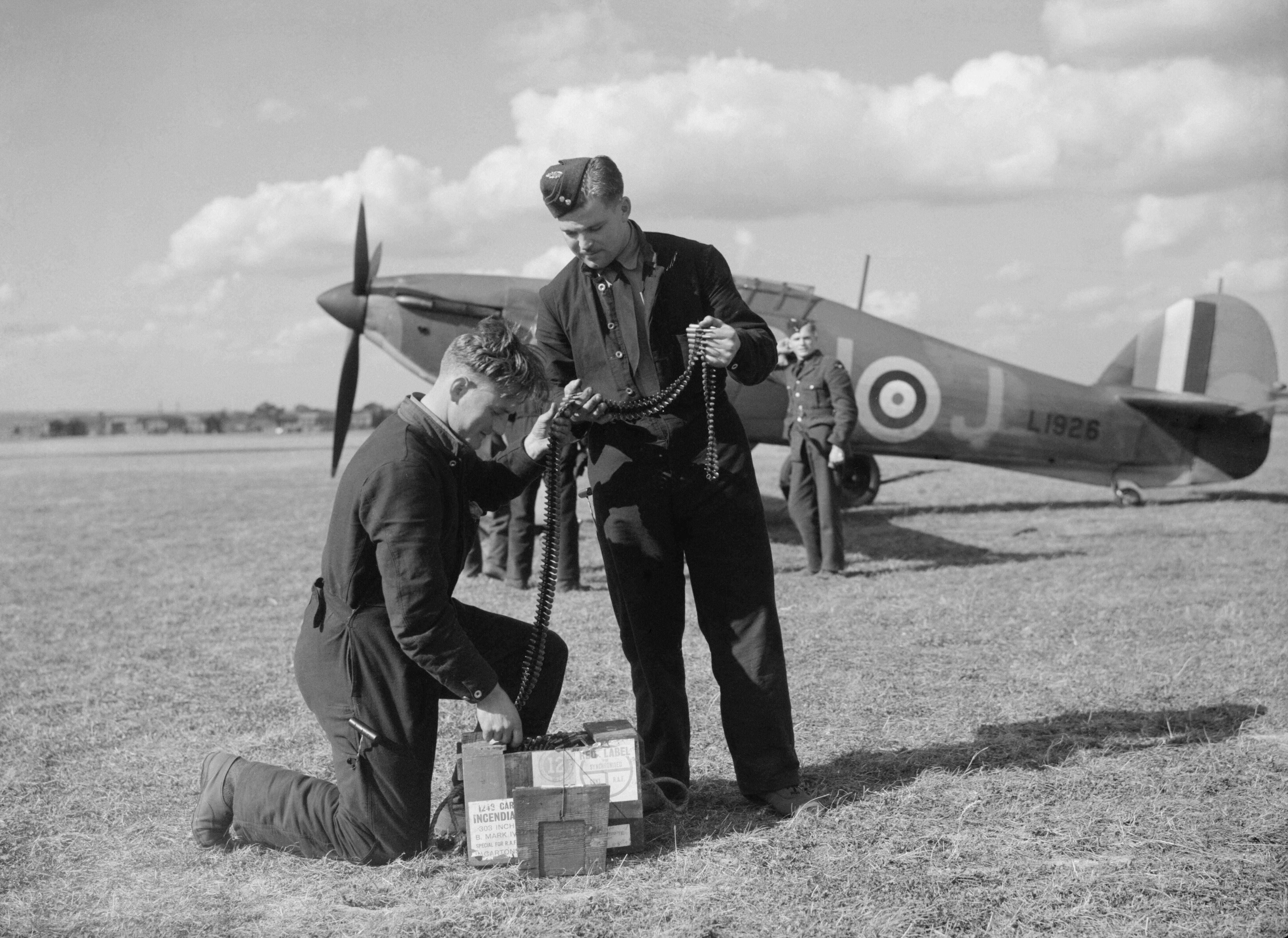
Zbrojmistrze 312 dywizjonu przygotowują taśmy amunicyjne, na drugim planie Hurricane Mk I, DU-J Aloisa Vašátko

Alois Vašátko (ur. 25 sierpnia 1908, zm. 23 czerwca 1942) – czechosłowacki lotnik, as myśliwski okresu II wojny światowej.

## Życiorys

### Wczesne lata
Urodził się w Čelákovicach jako jedno z pięciu dzieci stolarza. Przeprowadził się z rodziną do Týniště nad Orlicí, gdzie Alois ukończył szkołę. Maturę zdał z wyróżnieniem, po czym skończył Instytut Kształcenia Nauczycieli w Hradec Králové i został nauczycielem w Litomierzycach.
1 października 1928 otrzymał powołanie do wojska, służył w artylerii. W 1929 w stopniu podporucznika wstąpił do Akademii Wojskowej w Hranicach, którą ukończył w lipcu 1931 w randze porucznika. Otrzymał przydział do 7 pułku artylerii w Ołomuńcu pełniąc jednocześnie obowiązki instruktora w szkole artylerii. 1 października 1935 awansował na nadporucznika. W tym samym roku ukończył kurs obserwatora w Wojskowej Szkole Lotniczej w Prościejowie, a 31 grudnia 1935 został przeniesiony do lotnictwa. 15 listopada 1937 objął dowództwo 14 eskadry obserwacyjnej II pułku lotniczego w Ołomuńcu wyposażonego w dwupłatowce Letov Š-328. W 1938 ukończył kurs pilotażu.

### II wojna światowa
Po układzie monachijskim i zajęciu przez Niemcy 15 marca 1939 Czech, Moraw i Śląska Czeskiego, Vašátko w lipcu 1939 nielegalnie przekroczył granicę i przez słowackie Beskidy przedostał się do Polski, gdzie za pośrednictwem czechosłowackiego konsulatu w Krakowie dołączył do nowo powstających jednostek czechosłowackich. 28 lipca wraz ze swoimi rodakami odpłynął statkiem MS Chrobry z Gdyni do Francji. Po wybuchu II wojny światowej został przyjęty do Armée de l’air i skierowany do Centrum Wyszkolenia Lotnictwa (Centre d'Instruction de la Chasse) w Chartres, gdzie 1 maja 1940 otrzymał awans na kapitana. 10 maja rozpoczęła się niemiecka ofensywa na Francję, następnego dnia Vašátko, Tomáš Vybíral i Adolfem Vraną wstąpił do Groupe de Chasse I/5 uzbrojonej w amerykańskie myśliwce Curtiss P-36 Hawk. Podczas kampanii francuskiej zestrzelił 12 samolotów wroga na pewno i dwa prawdopodobnie, co czyni go najskuteczniejszym czechosłowackim asem i piątym na liście Armée de l'Air.
Po klęsce Francji przez Maroko i Gibraltar dostał się do Cardiff. Czechosłowaccy piloci po przybyciu do Wielkiej Brytanii
zostali przyjęci do ochotniczej rezerwy Royal Air Force (Royal Air Force Volunteer Reserve). Vašátko w stopniu podporucznika RAF (pilot officer) odbył szkolenie na myśliwcach Hawker Hurricane, po którym został przydzielony do nowo sformowanego 312 czechosłowackiego dywizjonu i uczestniczył w bitwie o Anglię. 8 października 1940 klucz w składzie porucznik (flying officer) Denys Gillam, podporucznik Alois Vašátko oraz sierżant Josef Stehlík wystartował na przechwycenie bombowca Ju 88, trzej piloci ostrzelali wrogą maszynę zabijając obserwatora i zapalając oba silniki. Niemiecki samolot przymusowo lądował, a reszta załogi, której udało się przeżyć, została pojmana. Było to pierwsze zwycięstwo 312 dywizjonu. 28 października awansował na kapitana (flight lieutenant), 7 listopada został dowódcą eskadry B, a 5 czerwca 1941 objął dowództwo 312 dywizjonu i otrzymał promocję na stopień majora (squadron leader). W 1942 RAF utworzył z 3 czechosłowackich dywizjonów, 310, 312 i 313, skrzydło myśliwskie, na czele którego, 1 maja 1942, stanął Vašátko. 30 maja 1942 awansował na podpułkownika (wing commander).
23 czerwca 1942 lekkie bombowce Douglas DB-7 wystartowały na bombardowanie lotniska w Bretanii Vašátko dowodził osłona myśliwską złożoną z trzech czeskich dywizjonów. W czasie lotu powrotnego do Anglii alianckie samoloty zostały przechwycone przez dywizjon Fw 190 z JG 2. Czesi skutecznie bronili bombowce i zestrzeli dwie niemieckie maszyny przy stracie siedmiu własnych. Vašátko zderzył się w powietrzu z focke-wulfem pilotowanym przez sierżanta (Unteroffizier) Wilhelma Reuschlinga. Oba samoloty uległy zniszczeniu, Reuschling wyskoczył na  spadochronie, został wyłowiony z morza i wzięty do niewoli. Vašátko spadł do morza, jego ciało nigdy nie zostało odnalezione. Dowódca czechosłowackich sił powietrznych w Wielkiej Brytanii Karel Janoušek nazwał śmierć Vašátka "najokrutniejszym ciosem dla naszego lotnictwa".
Alois Vašátko odniósł 14 pewnych oraz 4 prawdopodobne zwycięstwa, jest trzecim najskuteczniejszym czeskim pilotem po Karelu Kuttelwascherze i Josefie Františku.
W 1991 po aksamitnej rewolucji został awansowany do stopnia pułkownika, a 7 marca 1992, rozkazem prezydenta Czechosłowacji, otrzymał nominacje na stopień generała brygady (Generálmajor).

## Odznaczenia
- Krzyż Wybitnej Służby Lotniczej
- Krzyż Wojenny Czechosłowacki 1939
- Czechosłowacki Wojskowy Order Lwa Białego „Za zwycięstwo”
- Czechosłowacki Medal za Odwagę w Obliczu Nieprzyjaciela
- Czechosłowacki Medal Zasługi
- Czechosłowacki Wojskowy Medal Pamiątkowy
- Legia Honorowa
- Krzyż Wojenny
- Gwiazda za Wojnę 1939–1945
- Gwiazda Lotniczych Załóg w Europie
- Order Milana Rastislava Štefánika

## Upamiętnienie
W 1945 czechosłowacka poczta wyemitowała dwa znaczki pocztowe o wartości 50 halerzy i 5 koron upamiętniające Aloisa Vašátko.
23 czerwca 1946 na jego domu rodzinnym w Čelákovicach odsłonięto tablicę pamiątkową.
Trzy ulice noszą jego imię, w rodzimych Čelákovicach, w Týniště nad Orlicí i 14 dzielnicy Pragi na osiedlu Černý Most.
3 marca 1948 Czechosłowackie Siły Powietrzne nazwały 4 Pułk Myśliwski "Pułkiem Vašátki", lecz w 1950 po reorganizacji zmieniono nazwę na 6 Pułk Myśliwski, a imię Vašátko zostało usunięte przez władze komunistyczne.
Jego nazwisko zostało wykute na Pomniku Sił Powietrznych (Air Forces Memorial) w Runnymede w Anglii.